# Rockheim
Rockheim is een Noors museum over pop- en rockmuziek. Het is gevestigd in Trondheim en werd geopend op 5 augustus 2010.
Het heeft permanente en wisselende exposities, een interactief gedeelte, en verder worden er concerten georganiseerd. Er ligt een sterke nadruk op Noorse artiesten. Daarnaast worden er internationale exposities gehouden. Twee jaar na de opening, in 2012, werd het genomineerd voor de titel van Europees museum van het jaar.
Het bezoek begint boven in het museum, in de TopBox, met plek voor wisselende exposities. Daarna gaat de route langs de verdiepingen naar beneden, waaronder door de tijdtunnel waar een deel van de permanente collectie te zien en horen is. Hierna volgen een aantal vertrekken met aandacht voor telkens een deel uit de muziekgeschiedenis. Het tijdsverloop is chronologisch en begint in de jaren vijftig van de twintigste eeuw. Het museum staat bekend om het gebruik van moderne technologie. De kleuren van de verlichting variëren en zijn afkomstig van dertienduizend ledlampen.
Het is gevestigd in een pakhuis uit het jaar 1920 dat werd gerenoveerd naar een winnend ontwerp uit een competitie. Hierdoor zijn aan de buitenkant twee architectonische stijlen met elkaar verweven. Het museum staat aan de haven van Trjondheim waardoor het in de skyline tegen de waterkant afsteekt. 's Winters wordt het verlicht met kleurige lichtshows. Op de vijfde verdieping is een café-restaurant gevestigd. Van hieruit is het panorama van de stad te zien, met uitzicht over de haven en de Trondheimfjord.

## Galerij

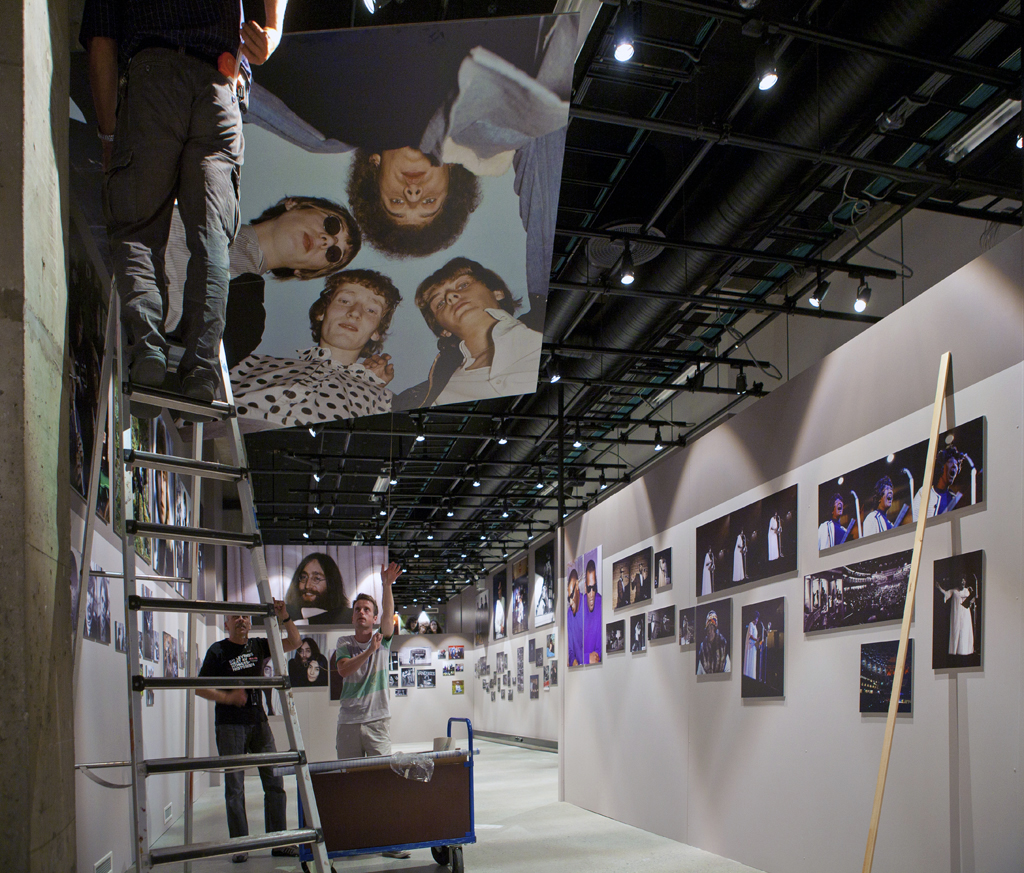
portretgang
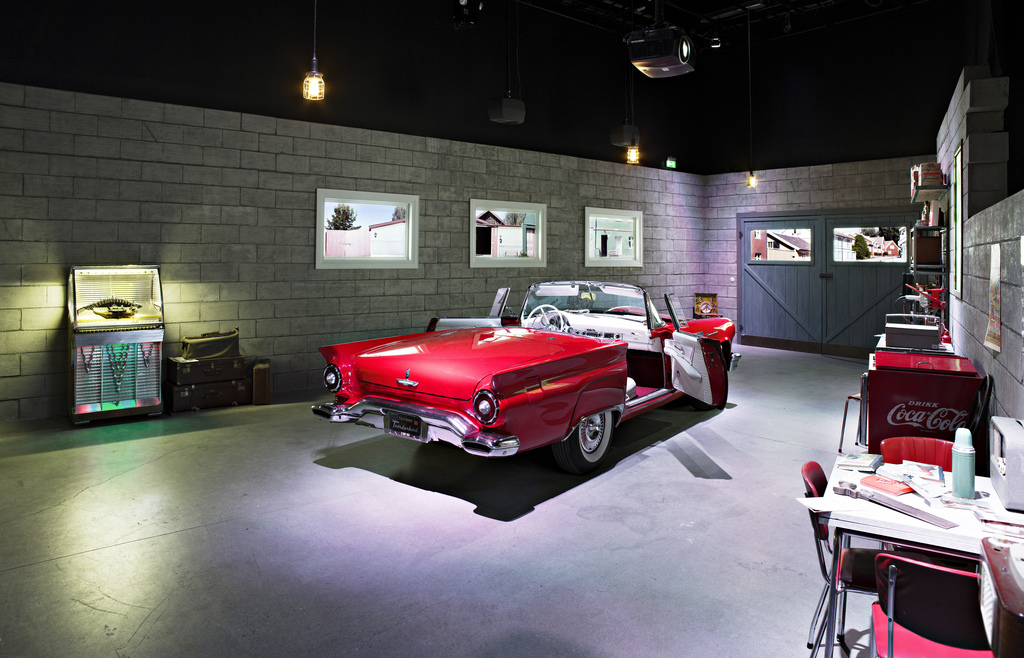
expositie
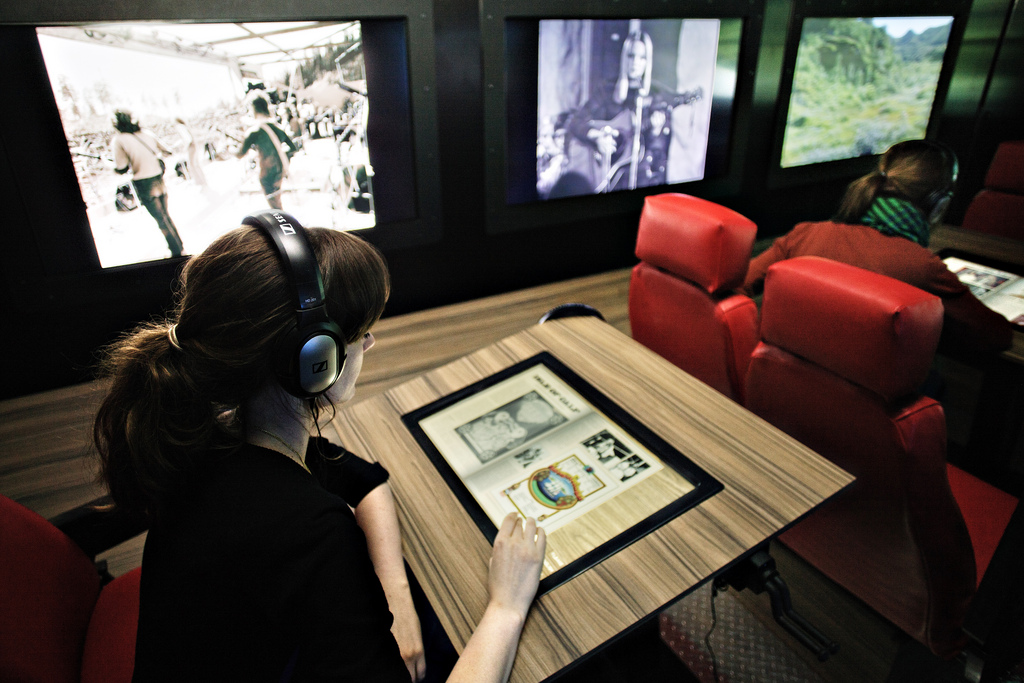
interactie